# Corné de Koning
Marinus Corné de Koning (Goes, 27 september 1989) is een Nederlands aangepast roeier. Hij is tweevoudig wereldkampioen in de gemengde dubbeltwee en viervoudig wereldkampioen in de skiff. In 2021 won hij met Annika van der Meer een zilveren Paralympische medaille in de mixed dubbeltwee.
Corné de Koning heeft een aangeboren afwijking aan zijn linkerbeen.
Voor de Paralympische spelen 2016 is Esther van der Loos de andere partner in de gemengde dubbeltwee. In de series plaatst de winaar zich direct voor de halve finale en de nummer twee zich voor de herkansingen. Er werd een tweede plaats neergezet en dit betekent een herkansing. De herkansing werd met rum anderhalve seconde dan de nummer twee gewonnen, wat betekent dat de Koning en van der Loos zich hebben geplaatst voor de Paralympische finale. In de finale werd het koppel vierde en dat betekend dat de eerste Paralympische roeimedaille ooit voor Nederland nog op zich laat wachten.

## Resultaten

### Paralympische Zomerspelen
| Jaar | Plaats         | Resultaten                              |
| ---- | -------------- | --------------------------------------- |
| 2016 | Rio de Janeiro | 4e in de gemengd dubbeltwee (PR2 Mix2x) |
| 2020 | Tokio          | in de gemengd dubbeltwee (PR2 Mix2x)    |
| 2024 | Parijs         | 7 in de gemengd dubbeltwee (PR2 Mix2x)  |

### Wereldkampioenschappen
| Jaar | Plaats              | Resultaten                              |
| ---- | ------------------- | --------------------------------------- |
| 2013 | Chungju             | 5e in de gemengd dubbeltwee (PR2 Mix2x) |
| 2014 | Amsterdam           | 5e in de gemengd dubbeltwee (PR2 Mix2x) |
| 2015 | Aiguebelette-le-Lac | 5e in de gemengd dubbeltwee (PR2 Mix2x) |
| 2017 | Sarasota            | in de gemengd dubbeltwee (PR2 Mix2x)    |
| 2018 | Plovdiv             | in de gemengd dubbeltwee (PR2 Mix2x)    |
| 2018 | Plovdiv             | in de skiff (PR2 M1x)                   |
| 2019 | Ottensheim          | in de skiff (PR2 M1x)                   |
| 2019 | Ottensheim          | in de gemengd dubbeltwee (PR2 Mix2x)    |
| 2022 | Račice              | in de skiff (PR2 M1x)                   |
| 2023 | Belgrado            | in de skiff (PR2 M1x)                   |

### Europese kampioenschappen
| Jaar | Plaats | Resultaten                              |
| ---- | ------ | --------------------------------------- |
| 2024 | Szeged | 5e in de gemengd dubbeltwee (PR2 Mix2x) |

### Wereldbeker
| Jaar | Plaats              | Resultaten                              |
| ---- | ------------------- | --------------------------------------- |
| 2013 | Sydney              | Niet deelgenomen                        |
| 2013 | Eton                | 4e in de gemengd dubbeltwee (PR2 Mix2x) |
| 2013 | Luzern              | Niet deelgenomen                        |
| 2014 | Sydney              | Niet deelgenomen                        |
| 2014 | Aiguebelette-le-Lac | in de gemengd dubbeltwee (PR2 Mix2x)    |
| 2014 | Luzern              | Niet deelgenomen                        |
| 2015 | Bled                | Niet deelgenomen                        |
| 2015 | Varese              | 5e in de gemengd dubbeltwee (PR2 Mix2x) |
| 2015 | Luzern              | Niet deelgenomen                        |
| 2016 | Varese              | Niet deelgenomen                        |
| 2016 | Luzern              | Niet deelgenomen                        |
| 2016 | Poznań              | in de gemengd dubbeltwee (PR2 Mix2x)    |
| 2024 | Luzern              | Niet deelgenomen                        |
| 2024 | München             | in de gemengd dubbeltwee (PR2 Mix2x)    |
| 2024 | Poznań              | in de gemengd dubbeltwee (PR2 Mix2x)    |